# Dimităr Kostov
Dimităr Kostov detto Jaško (in bulgaro Димитър Костов "Яшко"?; 27 luglio 1936) è un ex calciatore bulgaro, di ruolo centrocampista.